# Tuberculatus cornutus
Tuberculatus cornutus är en insektsart som beskrevs av Richards 1969. Tuberculatus cornutus ingår i släktet Tuberculatus och familjen långrörsbladlöss. Inga underarter finns listade i Catalogue of Life.